# Svein Tuft
Sven Tuft (Langley, Columbia Británica, 9 de mayo de 1977) es un ciclista canadiense que fue profesional entre 2002 y 2019.

## Biografía
Pasó al profesionalismo en 2001 de mano del equipo estadounidense Mercury. Entre 2005 y 2008 compitió para el equipo canadiense Symmetrics Cycling Team, y tuvo destacadas actuaciones siendo el campeón del UCI America Tour 2007, Campeón Panamericano contrarreloj (2008) y ese mismo año fue vicecampeón del mundo en la misma especialidad.
En 2009 fichó para el equipo Garmin-Slipstream donde estuvo hasta la temporada 2010. Para la temporada 2011 se unió al proyecto del equipo australiano Pegasus Sports. Luego de la negativa de la UCI de concederle al equipo la licencia UCI ProTour y luego la licencia Continental Profesional, volvió a fichar por un equipo de su país, el SpiderTech powered by C10.
Los principales triunfos del equipo fueron a través de Tuft, como las 2 etapas del Tour de Beauce y el Gran Premio de la Villa de Zottegem. Además se coronó por séptima vez campeón de Canadá Contrarreloj y por primera vez campeón de Ruta.
En 2012 se unió a otro proyecto australiano, el Orica-GreenEDGE que lo confirmó formando parte de su plantilla.
El 9 de mayo de 2014 el Orica-GreenEDGE venció la 1.ª etapa del Giro de Italia y se convirtió en el primer líder de la carrera el día de su cumpleaños.
En agosto de 2019 anunció su retirada como ciclista profesional al finalizar la temporada.

## Palmarés
| 2001 - 1 etapa del Tour de Beauce - 2.º en el Campeonato de Canadá Contrarreloj 2002 - 3.º en el Campeonato de Canadá Contrarreloj 2003 - 2.º en el Campeonato de Canadá Contrarreloj 2004 - Campeonato de Canadá Contrarreloj - 2.º en el Campeonato de Canadá en Ruta 2005 - Campeonato de Canadá Contrarreloj 2006 - 1 etapa de la Vuelta a El Salvador - Campeonato de Canadá Contrarreloj - 2.º en el Campeonato de Canadá en Ruta - 1 etapa de la Vuelta a Chihuahua 2007 - Vuelta Ciclista a Cuba, más 1 etapa - 1 etapa del Redlands Bicycle Classic - U.S. Cycling Open - 2.º en el Campeonato de Canadá Contrarreloj - UCI America Tour 2008 - Campeón Panamericano Contrarreloj - Campeonato de Canadá Contrarreloj - 2.º en Campeonato Mundial Contrarreloj - 2.º en el UCI America Tour - Tour de Beauce, más 1 etapa 2009 - Campeonato de Canadá Contrarreloj | 2010 - Campeonato de Canadá Contrarreloj - 1 etapa de la Vuelta a Dinamarca - 1 etapa del Eneco Tour 2011 - 2 etapas del Tour de Beauce - Campeonato de Canadá Contrarreloj - Campeonato de Canadá en Ruta - Gran Premio de la Villa de Zottegem 2012 - 1 etapa del Tour de Beauce - Campeonato de Canadá Contrarreloj - 1 etapa del Eneco Tour - Dúo Normando (junto a Luke Durbridge) 2013 - 1 etapa del Tour de San Luis - 1 etapa del Tour de Eslovenia - Dúo Normando (junto a Luke Durbridge) 2014 - Campeonato de Canadá Contrarreloj - Campeonato de Canadá en Ruta 2016 - 3.º en el Campeonato de Canadá Contrarreloj - Dúo Normando (junto a Luke Durbridge) 2017 - Campeonato de Canadá Contrarreloj 2018 - Campeonato de Canadá Contrarreloj 2019 - 2.º en el Campeonato de Canadá Contrarreloj |

## Resultados en Grandes Vueltas y Campeonatos del Mundo
| Carrera              | Carrera              | 2002 | 2003 | 2004 | 2005 | 2006 | 2007 | 2008 | 2009 | 2010  | 2011  | 2012  | 2013  | 2014  | 2015  | 2016  | 2017  | 2018  | 2019 |
| -------------------- | -------------------- | ---- | ---- | ---- | ---- | ---- | ---- | ---- | ---- | ----- | ----- | ----- | ----- | ----- | ----- | ----- | ----- | ----- | ---- |
|                      | Giro de Italia       | —    | —    | —    | —    | —    | —    | —    | —    | 125.º | —     | 148.º | 154.º | 155.º | —     | 146.º | 142.º | 147.º | —    |
|                      | Tour de Francia      | —    | —    | —    | —    | —    | —    | —    | —    | —     | —     | —     | 169.º | 131.º | 159.º | —     | —     | —     | —    |
|                      | Vuelta a España      | —    | —    | —    | —    | —    | —    | —    | Ab.  | —     | —     | —     | —     | —     | —     | 158.º | Ab.   | —     | —    |
| Mundial en Ruta      | Mundial en Ruta      | —    | —    | —    | —    | —    | Ab.  | —    | Ab.  | 85.º  | 139.º | Ab.   | —     | —     | —     | —     | —     | —     | —    |
| Mundial Contrarreloj | Mundial Contrarreloj | —    | —    | 32.º | —    | 28.º | 30.º | 2.º  | 15.º | 26.º  | 13.º  | 12.º  | —     | 28.º  | —     | —     | —     | —     | —    |

—: no participa

Ab.: abandono

## Equipos
- Mercury-Viatel (2001)[6]
- Prime Alliance Cycling Team (2002-2003)
- Symmetrics Cycling Team (2005-2008)
- Garmin (2009-2010)
  - Garmin-Slipstream (2009)
  - Garmin-Transitions (2010)
- SpiderTech powered by C10 (2011)
- Orica/Mitchelton (2012-2018)
  - Orica-GreenEDGE (2012-2016)
  - Orica-BikeExchange (2016)
  - Orica-Scott (2017)
  - Mitchelton-Scott (2018)
- Rally UHC Cycling (2019)